# Bell 214ST
Le Bell 214ST est un hélicoptère de transport à vocation tant civile que militaire développé aux États-Unis dans les années 1970. Il est directement dérivé du Bell 214. Jusqu'à la réalisation du Bell 525 il était le plus gros hélicoptère construit en série par cet hélicoptériste.

## Historique

### Développement
En 1975 l'hélicoptériste Bell et le gouvernement du chah d'Iran signèrent un protocole d'accord visant au développement d'une version agrandie du Bell Isfahan qui était alors le principal hélicoptère d'assaut et de manœuvre en service dans ce pays. Ce nouvel appareil devait avoir une capacité d'accueil de 16 passagers ou de 18 soldats équipés suivant les versions. L'armée iranienne souhaitait également que le futur hélicoptère soit apte aux missions de recherches et sauvetages en mer. Le nouvel appareil reçut la désignation de Bell 214ST, les deux dernières lettres signifiant Super Transport.
Les travaux d'ingénierie furent lancés dans le courant de l'année 1976. Les équipes de Bell modifièrent en profondeur la cellule du Bell 214, l'agrandissant. Un nouveau propulseur fut installé.
C'est dans cette configuration que le premier vol du Bell 214ST intervint en février 1977.
En raison des essais en vol et des essais de certification, la commercialisation internationale de l'hélicoptère ne put se faire avant 1982. Entre le premier vol de l'hélicoptère et cette date la Révolution iranienne de 1979 avait mis fin au programme d'achat de Bell 214ST par ce pays, désormais république islamique. Néanmoins Bell comptait bien vendre son nouvel hélicoptère sur les marchés civils et militaires.
Sa production a cessé en 1993 avec le 96e exemplaire de série.

### Service opérationnel

#### Dans l'aviation civile
Le Bell 214ST trouva notamment des débouchés commerciaux dans le domaine du transport en mer, c'est-à-dire à destination des plates-formes pétrolières. Cet hélicoptère fut également acquis par des compagnies aériennes pour des vols courtes distances, notamment entre deux aéroports ou bien à destination des centres-villes et des quartiers d'affaires.

#### Au sein des forces armées
Dans les forces armées qui l'utilisèrent le Bell 214ST vola surtout comme hélicoptère d'assaut et de manœuvres. Les appareils de la police du sultanat d'Oman possèdent un camouflage et sont dotés d'un train d'atterrissage fixe à roues.
Il est à signaler que des appareils de ce type ont été engagés par les forces aériennes irakiennes durant la guerre Iran-Irak et pendant l'invasion irakienne du Koweït pour transporter des fantassins.

## Description
Le Bell 214 ST est hélicoptère de transport aussi bien civil que militaire construit intégralement en métal. Il est propulsé par deux turbomoteurs General Electric CT7-2 d'une puissance nominale de 1625 chevaux entraînant un rotor principal bipale. Sa capacité d'accueil est de 16 passagers ou 17 soldats équipés suivant sa version. Il a la particularité d'avoir été commercialisé avec deux trains d'atterrissage différents : patins ou train à roues non escamotable. Son cockpit est du type biplace côte à côte.

## Utilisateurs
Il est à signaler que tous les utilisateurs ici présents n'utilisaient plus le 214ST lors de la rédaction de cette page en avril 2016, certains l'avait déjà retiré du service depuis plusieurs années.

### Utilisateurs civils
- États-Unis : Air Logistics[4].

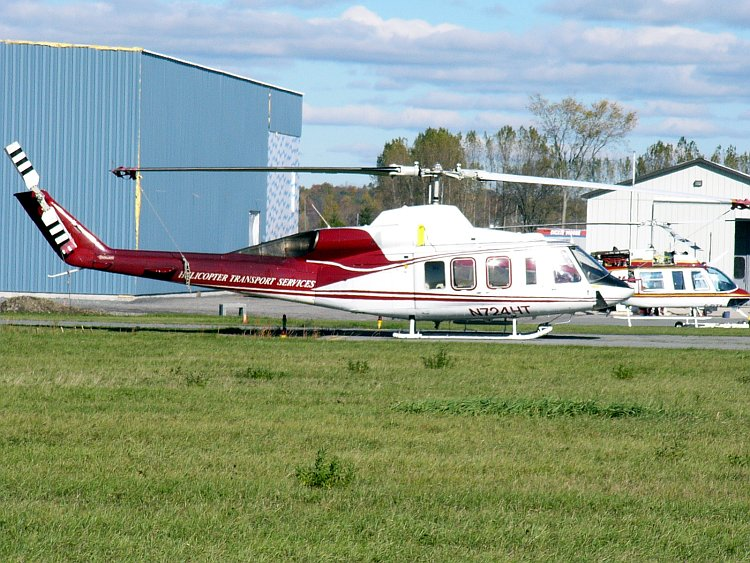
Bell 214ST civil américain.

- États-Unis : Evergreen International Aviation[5].
- États-Unis : Helicopter Transport Services[6].
- États-Unis : Sky Quest International[7].
- Norvège : CHC Heli-One[8].
- Royaume-Uni : Bristow[9].
- Royaume-Uni : British Caledonian Helicopters[10].

### Utilisateurs militaires et parapublics
- Bahreïn : Royal Brunei Air Force.

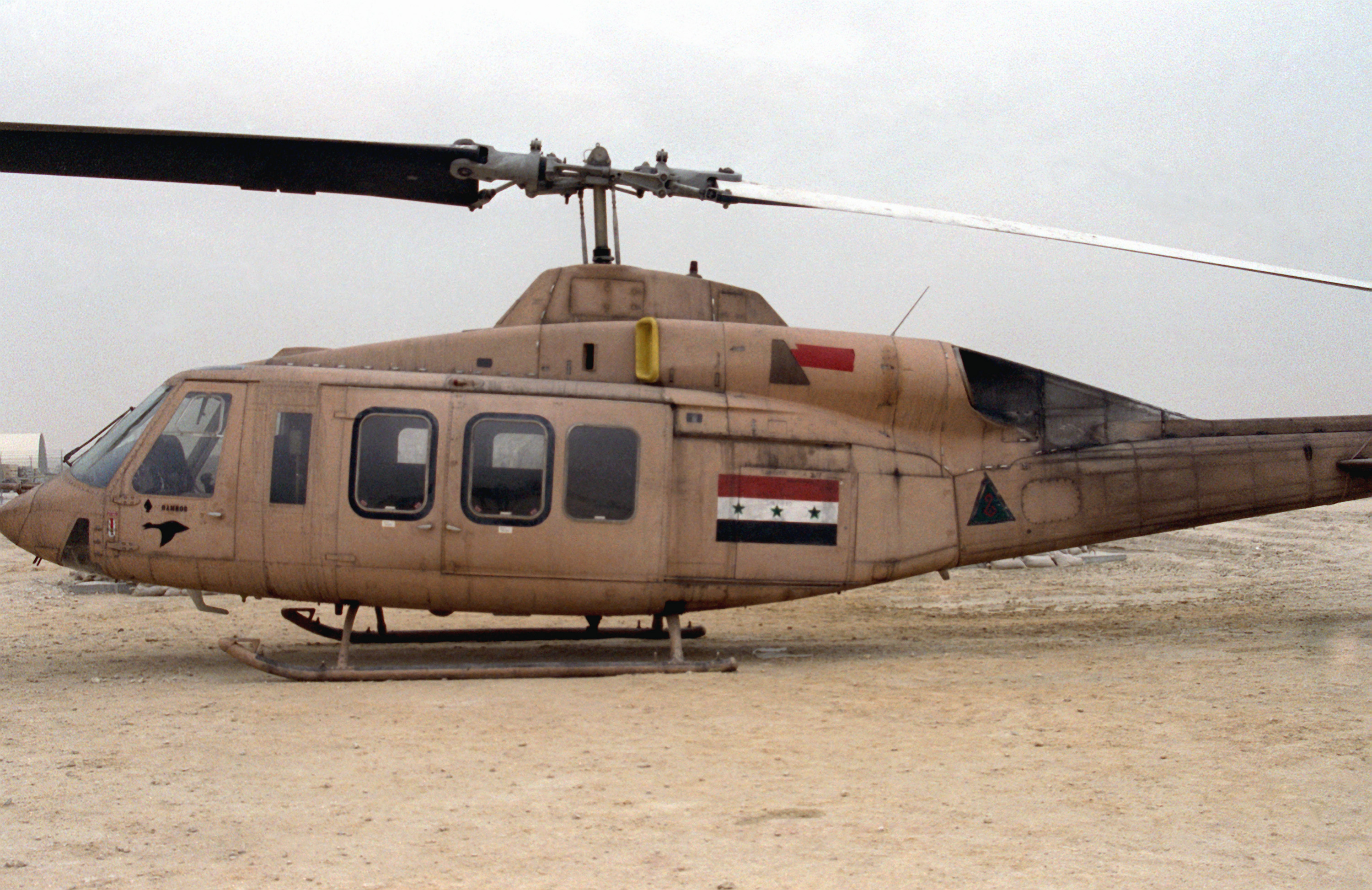
Bell 214ST militaire irakien.

- Irak : Al Quwwa al Jawwiya al Iraqiya.
- Japon : Kokudo-kōtsū-shō[11].
- Oman : Royal Police of Oman.
- Pérou : Fuerza Aérea del Perú.
- Thaïlande : Royal Thai Navy.
- Venezuela : Aviación Militar Nacional Bolivariana.

## Sources & références

### Sources bibliographiques
- Michel Marmin (réd. en chef), Jean-Claude Bernar (dir.) et Marion Mabboux (esp. d'éd.), Toute l'aviation : la grande aventure technologique des avions civils et militaires, Paris Bruxelles Lausanne, Atlas,Atlen.Rencontre, 1992, 15 vol. (4605 p.) : ill. ; 29 cm (ISBN 978-2-7312-1326-3, 978-2-731-21344-7 et 978-2-731-21345-4, OCLC 715773689).
- (en) David Willis, Aerospace encyclopedia of world air forces, London Westport, CT, USA, Aerospace Pub. AIRtime Pub, 1999, 320 p. (ISBN 978-1-86184-045-5 et 978-1-880-58830-7).
- Pierre Gaillard, Avions et hélicoptères militaires d'aujourd'hui, Clichy, Ed. Larivière, 1999, 296 p. (ISBN 978-2-907051-24-8).
- Bill Gunston, Hélicoptères militaires, Paris, PML, 1994, 159 p. (ISBN 978-2-87628-895-9).
- Bill Gunston et Mike Spick, Hélicoptères de combat, Paris Bruxelles Lugano, Atlas Atlen Éd. transalpines, 1988, 207 p. (ISBN 978-2-7312-0643-2).

### Sources web
- Le Bell 214ST sur le site anglophone Aviastar.
- Le Bell 214ST sur le site francophone Avions Légendaires.